# 筑波山温泉
筑波山温泉（つくばさんおんせん）は、茨城県つくば市筑波にある温泉。

## 泉質
- アルカリ性単純温泉
  - 泉温 27℃

## 温泉街
温泉街は形成されていない。筑波山の標高約300ｍの中腹に6軒の温泉宿泊施設と温泉を引かない宿泊施設が1軒存在する。ただし、筑波温泉ホテルは他の5軒と源泉が異なるため、一軒宿として扱われることもある。
温泉宿泊施設
- 筑波山江戸屋（筑波山温泉）
- 筑波山ホテル 青木屋（筑波山温泉）
- 筑波温泉ホテル（筑波温泉）
- 筑波山京成ホテル（筑波山温泉）
- 彩香の宿 一望（筑波山温泉）
- 亀の井ホテル 筑波山（旧つくばグランドホテル[1]、筑波山温泉）

## 歴史
1974年（昭和49年）、筑波山中腹に地下1353mまで掘削、掘り当てた。しかし他の宿に分けるほどの湯量は出なかった。
そこで、2001年（平成13年）に他の4軒が共同で筑波山温泉の源泉を掘り当てた。

## アクセス
- 常磐自動車道土浦北ICより国道125号経由、筑波山神社方面ヘ車で約40分。
- つくばエクスプレスつくば駅よりバス、つつじヶ丘行きで40分。バス停「筑波山神社入口」下車。